# Torneo dell'UEMOA
Il Torneo dell'UEMOA (per esteso Torneo dell'Unione economica e monetaria ovest-africana, in inglese UEMOA Tournament, in francese Tournoi de l'UEMOA), chiamata anche Coppa dell'integrazione dell'Africa occidentale (Coupe de l'intégration ouest africaine) è stata una competizione calcistica di cadenza annuale svoltasi dal 2007 al 2016 e a cui partecipavano le nazionali di calcio dell'Africa occidentale aderenti all'Unione economica e monetaria ovest-africana. L'edizione del 2014 in Togo è stata cancellata a causa dell'epidemia di ebola ed è stata spostata nel 2016, la quale sancisce anche l'ultima edizione del torneo.
L'UEMOA è un'organizzazione internazionale di otto Stati dell'Africa occidentale creata per promuovere l'integrazione economica tra i paesi che condividono una moneta comune, il franco CFA. Le squadre nazionali che vi partecipano sono composte da calciatori che militano nei rispettivi campionati nazionali, allo scopo di promuovere i talenti locali.

## Albo d'oro
| Vittorie | Nazione        | Anno/i           |
| -------- | -------------- | ---------------- |
| 3        | Senegal        | 2009, 2011, 2016 |
| 2        | Costa d'Avorio | 2007, 2008       |
| 1        | Niger          | 2010             |
| 1        | Burkina Faso   | 2013             |

## Edizioni
| Anno          | Paese Ospitante |                | Finale         | Finale                  | Finale                  | Finale    | Finale    | Finale    |           |           |           |           |
| Anno          | Paese Ospitante | Campione       | Campione       | Risultato               | Risultato               | 2º posto  | 2º posto  |           |           |           |           |           |
| 2007 Dettagli | Burkina Faso    | Costa d'Avorio | Costa d'Avorio | 2 - 0                   | 2 - 0                   | Niger     | Niger     |           |           |           |           |           |
| 2008 Dettagli | Mali            | Costa d'Avorio | Costa d'Avorio | 1 - 1 (dts) 6 - 5 (dtr) | 1 - 1 (dts) 6 - 5 (dtr) | Mali      | Mali      |           |           |           |           |           |
| 2009 Dettagli | Benin           | Senegal        | Senegal        | 1 - 0                   | 1 - 0                   | Niger     | Niger     |           |           |           |           |           |
| 2010 Dettagli | Niger           | Niger          | Niger          | 1 - 0                   | 1 - 0                   | Benin     | Benin     |           |           |           |           |           |
| 2011 Dettagli | Senegal         | Senegal        | Senegal        | 1 - 0                   | 1 - 0                   | Mali      | Mali      |           |           |           |           |           |
| 2013 Dettagli | Costa d'Avorio  | Burkina Faso   | Burkina Faso   | 0 - 0 (dts) 9 - 8 (dtr) | 0 - 0 (dts) 9 - 8 (dtr) | Benin     | Benin     |           |           |           |           |           |
| 2014 Dettagli | Togo            | Annullata      | Annullata      | Annullata               | Annullata               | Annullata | Annullata | Annullata | Annullata | Annullata | Annullata | Annullata |
| 2016 Dettagli | Togo            | Senegal        | Senegal        | 1 - 0                   | 1 - 0                   | Mali      | Mali      |           |           |           |           |           |

## Piazzamenti
| Squadra        | 1º | 2º |
| Senegal        | 3  | 0  |
| Costa d'Avorio | 2  | 0  |
| Niger          | 1  | 2  |
| Burkina Faso   | 1  | 0  |
| Mali           | 0  | 3  |
| Benin          | 0  | 2  |

## Partecipazioni e prestazioni nelle fasi finali
| Nazionale            | Torneo dell'UEMOA | Torneo dell'UEMOA | Torneo dell'UEMOA | Torneo dell'UEMOA | Torneo dell'UEMOA | Torneo dell'UEMOA | Torneo dell'UEMOA | Partecip. | Vittorie |
| Nazionale            | 2007              | 2008              | 2009              | 2010              | 2011              | 2013              | 2016              | Partecip. | Vittorie |
| -------------------- | ----------------- | ----------------- | ----------------- | ----------------- | ----------------- | ----------------- | ----------------- | --------- | -------- |
| Senegal              | 1T                | 1T                | 1°                | 1T                | 1°                | 1T                | 1°                | 7         | 3        |
| Costa d'Avorio       | 1°                | 1°                | 1T                | 1T                | 1T                | 1T                | 1T                | 7         | 2        |
| Niger                | 2°                | 1T                | 2°                | 1°                | 1T                | 1T                | 1T                | 7         | 1        |
| Burkina Faso         | 1T                | 1T                | 1T                | 1T                | 1T                | 1°                | 1T                | 7         | 1        |
| Mali                 | 1T                | 2°                | 1T                | 1T                | 2°                | 1T                | 2°                | 7         | -        |
| Benin                | 1T                | 1T                | 1T                | 2°                | 1T                | 2°                | 1T                | 7         | -        |
| Guinea-Bissau        | 1T                | 1T                | 1T                | 1T                | 1T                | 1T                | 1T                | 7         | -        |
| Togo                 | 1T                | 1T                | 1T                | 1T                | 1T                | 1T                | 1T                | 7         | -        |
| Squadre partecipanti | 8                 | 8                 | 8                 | 8                 | 8                 | 8                 | 8                 | Edizioni  | 7        |

Legenda: 1° = Primo classificato, 2° = Secondo classificato, 1T = Eliminato al primo turno

## Nazioni ospitanti
| Edizioni | Nazione        | Anno/i |
| -------- | -------------- | ------ |
| 1        | Burkina Faso   | 2007   |
| 1        | Mali           | 2008   |
| 1        | Benin          | 2009   |
| 1        | Niger          | 2010   |
| 1        | Senegal        | 2011   |
| 1        | Costa d'Avorio | 2013   |
| 1        | Togo           | 2016   |

## Esordienti
| Anno             | Paese ospitante  | Nazionali esordienti                                                           |
| 2007             | Burkina Faso     | Benin, Burkina Faso, Costa d'Avorio, Guinea-Bissau, Mali, Niger, Senegal, Togo |
| Dal 2008 al 2016 | Dal 2008 al 2016 | Nessuna squadra esordiente                                                     |